# Otomar Kvěch
Otomar Kvěch (* 25. Mai 1950 in Prag; † 16. März 2018 ebenda) war ein tschechischer Komponist und Musikpädagoge.
Kvěch hatte ab dem fünften Lebensjahr Klavier- und Musikunterricht und besuchte ab 1959 eine staatliche Musikschule. Ab 1963 hatte er drei Jahre Unterricht bei Jan Zdeněk Bartoš; in dieser Zeit entstanden erste Kompositionen (u. a. ein Streichquartett und eine Sinfonie). Ab 1965 studierte er am Prager Konservatorium Orgel bei Josef Kunbáň, Komposition bei Miroslav Raichl, František Kovaříček und J. Z. Bartoš sowie Kontrapunkt und Harmonielehre bei Zdeněk Hůla.
Ab 1969 besuchte Kvěch die Kompositionsklasse von Jiří Pauer an der Akademie der musischen Künste in Prag. 1973 schloss er das Studium mit einer Orgelsinfonie ab. Er arbeitete in dieser Zeit als Korrepetitor am Nationaltheater und stand als Komponist in engem Kontakt mit gleichaltrigen Komponisten wie Vladimír Tichý, Miroslav Kubička, Pavel Jeřábek, Štěpán Rak, Juraj Filas und Jiří Gemrot.
1976 wurde Kvěch Musikredakteur beim Tschechoslowakischen Rundfunk. Seine Kompositionen wurden bei der Woche des neuen Schaffens, beim Jungen Podium in Karlsbad und beim Prager Frühling aufgeführt, erschienen im Druck und auf Schallplatten. 1980 wurde er Sekretär des Tschechischen Komponistenverbandes. In den 1990er Jahren nahm er erneut eine Tätigkeit beim Tschechoslowakischen Rundfunk als Redakteur und Dramaturg auf, außerdem begann er am Prager Konservatorium Musiktheorie und Komposition zu unterrichten.
Unter anderem komponierte Kvěch fünf Sinfonien, neun Streichquartette, drei Violin- und vier Orgelsonaten, mehrere Liedzyklen, Oratorien, eine Messe und ein Requiem.